# La Zona
La Zona er en mexicansk film fra 2007. Filmen er instrueret af Rodrigo Plá og handlingen foregår i Mexico City. Filmen handler om hvordan et rigt og godt beskyttet nabolag som bor indhegnet i den fattige del af Mexico City og hvordan det reagerer når de får besøg af indtrængere.
Filmen havde premiere i Norge den 7. november 2008.